# 29 червня
29 червня — 180-й день року (181-й у високосні роки) в григоріанському календарі. До кінця року залишається 185 днів.

## Свята і пам'ятні дні

### Міжнародні
- ООН: Міжнародний день тропіків

### Національні
- Гренада: День рибалки.
- Еквадор: День інженера.
- Непал: Національний день рису.
- Нідерланди: День ветеранів.
- Сейшельські Острови: Сейшели: День незалежності.

### Релігійні

#### Християнство
- День Святих Петра і Павла.[1]

## Іменини
- Католицькі і православні (новий стиль): Петро, Павло.[1]

## Події

Герб Полтави

- 1174 — Полтава вперше згадана в Іпатіївському літописі, під назвою Лтава. Назва Полтава з'явилася в 1430 році.
- 1236 — хрестоносці захопили Кордову.
- 1575 — у ході битви при Наґасіно аркебузири Оди Нобунаґи отримали перемогу над кіннотою роду Такеда. Розпочався масовий перехід самурайських армій на вогнепальну зброю.
- 1579 — іспанські війська вчинили масову різню мирного населення голландського міста Маастрихт.
- 1613 — у Лондоні під час вистави за п'єсою Вільяма Шекспіра «Генріх VIII» загорівся і вщент згорів театр «Глобус».
- 1644 — у битві при Кропреді-Брідж армія англійських роялістів на чолі з Карлом I розгромила парламентські війська.
- 1659 — у битві при Конотопі українські війська під проводом гетьмана Івана Виговського розгромили московські війська Олексія Трубецького
- 1945 — Закарпаття, що перебувало під юрисдикцією Чехословаччини, приєднано до УРСР.
- 1949 — у ПАР почала діяти політика апартеїду. Набув чинності закон, що забороняв расово змішані шлюби.

## Народились
Дивись також Категорія:Народились 29 червня
- 1798 — Джакомо Леопарді, італійський романтичний поет, мислитель-мораліст.
- 1849 — Олена Пчілка (Ольга Петрівна Косач), українська письменниця, мати Лесі Українки (†1930).
- 1899 — Карлайл Сміт Білз, канадський астроном.
- 1900 — Антуан де Сент-Екзюпері, французький письменник та авіатор.
- 1906 — Іван Черняховський, радянський воєначальник, двічі Герой Радянського Союзу, учасник ДСВ.
- 1921 — Рейнгард Мон, німецький підприємець, творець світової медіа-імперії «Bertelsmann».
- 1930 — Славомир Мрожек, польський письменник, драматург, есеїст, художник.
- 1936 — Юрій Кузнєцов, мокшанський письменник, літ. критик, журналіст, майстер літературної пародії.
- 1936 — Резо Габріадзе, грузинський кіносценарист та кінорежисер, а також письменник, драматург, дизайнер, художник, скульптор.
- 1939 — Віктор Гресь, український режисер, сценарист, актор, відомого за фільмами «Чорна курка, або Підземні жителі» та «Нові пригоди янки при дворі короля Артура»; батько українського художника-графіка, тележурналіста, сценариста Марка Греся та українського режисера Ганни Гресь
- 1947 — Михайло Іллєнко, український кінорежисер, автор фільмів «Фучжоу» та «ТойХтоПройшовКрізьВогонь».

## Померли

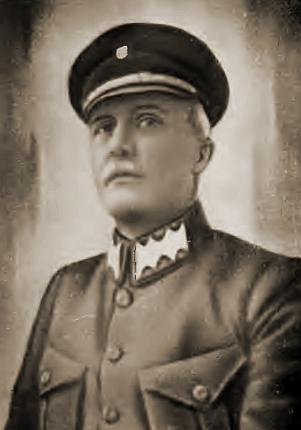
Мирон Тарнавський

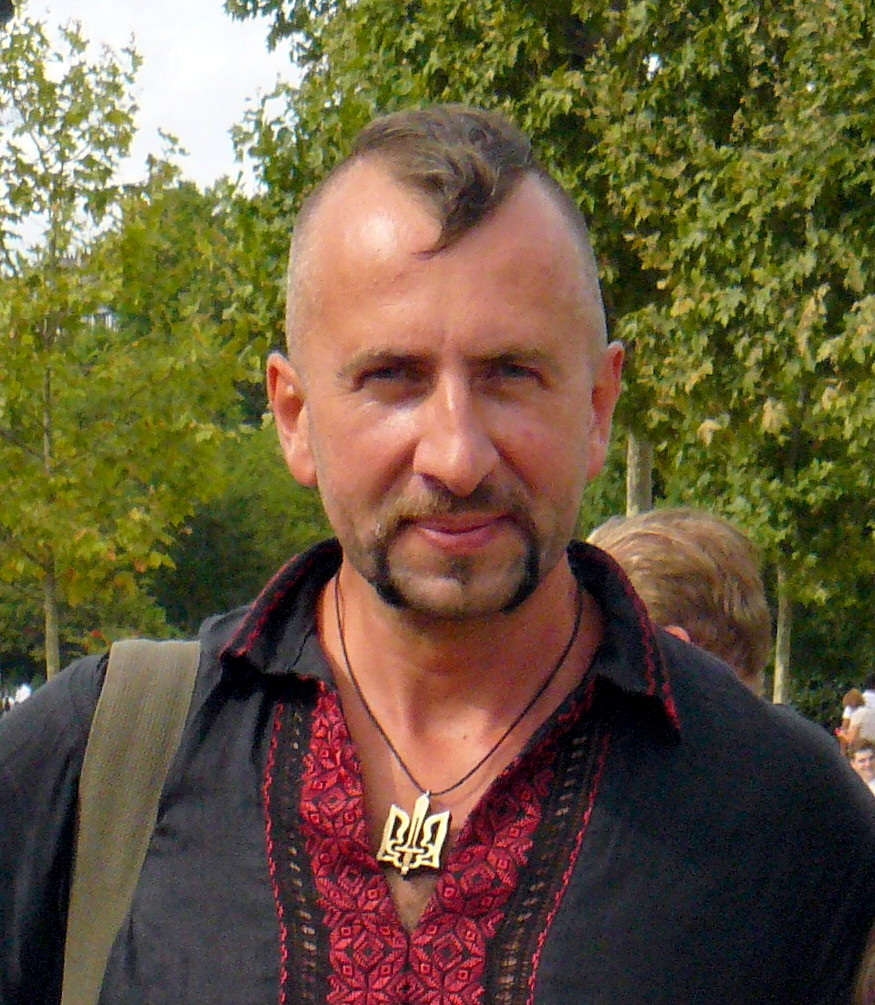
Василь Сліпак

Дивись також Категорія:Померли 29 червня
- 1779 — Антон Рафаель Менгс, найбільший німецький живописець епохи класицизму.
- 1855 — Дельфіна де Жирарден, французька поетеса, письменниця, журналістка і драматург.
- 1861 — Елізабет Браунінг, відома англійська поетеса Вікторіанської епохи.
- 1889 — Микола Чехов, художник, піаніст і скрипаль, старший брат письменника Антона Чехова.
- 1895 — Томас Генрі Гакслі, британський природознавець, зоолог.
- 1919 — Олександр Рогоза, український військовий діяч, військовий міністр Української Держави у 1918, розстріляний більшовицьким ЧК.
- 1937 — Сандро Ахметелі, грузинський режисер, один з засновників грузинського театру. Жертва сталінського терору.
- 1938 — Мирон Тарнавський, український полководець, командант Легіону УСС, генерал-четар та Начальний вождь (головнокомандувач) УГА.

- 1940 — Пауль Клее, швейцарсько-німецький художник. Учасник гурту «Синій вершник» (Blaue Reiter), викладав у славетному «Баугаузі» (Bauhaus).
- 1967 — Джейн Менсфілд, американська кіноактриса, секс-символ Голлівуду.
- 1982 — Генрі Кінг, американський актор і кінорежисер. Володар премії «Золотий глобус».
- 1995 — Лана Тернер, американська акторка.
- 2000 — Вітторіо Гассман, італійський актор.
- 2002 — Франсуа Пер'є, французький актор театра і кіно.
- 2003 — Кетрін Хепберн, видатна американська акторка театру, кіно й телебачення.
- 2014 — Анатолій Дімаров, український письменник (*1922)
- 2016 — Василь Сліпак, український оперний співак, соліст Паризької національної опери, волонтер, учасник Революції Гідності та бойових дій на Сході України.